# Float.h
float.h是C標準函数庫中的头文件，定义了浮点类型的一些极限值。  

## 宏

### 双精度浮点类型
- DBL_DIG    十进制的精度位数：15
- DBL_EPSILON     保持运算的最小值：2.2204460492503131e-016
- DBL_MANT_DIG  尾数的位数：53
- DBL_MAX         最大值：1.7976931348623158e+308
- DBL_MAX_10_EXP  10进制最大指数值：308
- DBL_MAX_EXP     2进制最大指数值：1024 （即可以表示到21024这个数量级的值）
- DBL_MIN   最小的正值：2.2250738585072014e-308
- DBL_MIN_10_EXP10进制最小指数值： (-307)
- DBL_MIN_EXP   2进制最小指数值：  (-1021)
- _DBL_RADIX   指数的进制基数：  2
- _DBL_ROUNDS   额外的舍入方法：  1

### 单精度浮点类型
- FLT_DIG   10进制的精度位数      6
- FLT_EPSILON  保持加法运算的最小值   1.192092896e-07F
- FLT_GUARD       0
- FLT_MANT_DIG   尾数的位数： 24
- FLT_MAX      最大值：3.402823466e+38F
- FLT_MAX_10_EXP  十进制的最大指数值： 38
- FLT_MAX_EXP   二进制的最大指数值：  128
- FLT_MIN    最小正值：1.175494351e-38F
- FLT_MIN_10_EXP 最小10进制指数值： (-37)
- FLT_MIN_EXP   最小二进制指数值：  (-125)
- FLT_NORMALIZE   0
- FLT_RADIX   指数的进制基数：    2
- FLT_ROUNDS  额外的舍入方法：    1

### 长双精度浮点类型
均规定为双精度浮点类型的极限值：
- LDBL_DIG        即DBL_DIG
- LDBL_EPSILON    即DBL_EPSILON
- LDBL_MANT_DIG   即DBL_MANT_DIG
- LDBL_MAX        即DBL_MAX
- LDBL_MAX_10_EXP 即DBL_MAX_10_EXP
- LDBL_MAX_EXP    即DBL_MAX_EXP
- LDBL_MIN        即DBL_MIN
- LDBL_MIN_10_EXP 即DBL_MIN_10_EXP
- LDBL_MIN_EXP    即DBL_MIN_EXP
- _LDBL_RADIX     即DBL_RADIX
- _LDBL_ROUNDS    即DBL_ROUNDS